# Effetto Mössbauer
L'effetto Mössbauer consiste nell'emissione senza rinculo di raggi gamma da parte di un nucleo, e nel conseguente assorbimento di questi da parte di un altro nucleo.

## Descrizione
Negli anni cinquanta l'emissione e l'assorbimento di raggi X da parte dei gas era stata già osservata, e ci si aspettava un fenomeno simile per i raggi gamma, che si generano da transizioni nucleari (al contrario dei raggi X, che sono generati da transizioni elettroniche producendo fotoni di energia inferiore). Questa emissione e il conseguente assorbimento è chiamata risonanza.
Tuttavia, i tentativi per osservare ciò nei gas fallirono a causa dell'energia persa nel rinculo dell'atomo emettitore.
Con i raggi gamma, in effetti, a differenza degli altri fotoni meno energetici, c'è solitamente un problema: l'atomo che emette il fotone 'rincula' in maniera non trascurabile, assorbendo così una fetta di energia dal fotone stesso il quale, di conseguenza, non ha più la stessa frequenza di prima e non è in grado di effettuare risonanza con un altro atomo analogo.
Come prima soluzione a questo problema si era ottenuta risonanza disponendo la sostanza emettitrice sopra un cilindro ruotante ad alta velocità, così da compensare il suddetto rinculo, ma successivamente l'assorbimento ed emissione risonante furono osservati per la prima volta, nel 1957, da Rudolf Mößbauer nell'iridio solido, il che sollevò la questione sul perché tale risonanza avvenisse nei solidi ma non nei gas.
Egli propose che, nel caso degli atomi in un solido, in determinate condizioni, alcuni fenomeni nucleari potessero verificarsi senza rinculo, forse per via di una struttura cristallina tale da distribuire il rinculo stesso su molti più atomi e ridurre così la perdita di energia del fotone gamma.
Questa scoperta gli valse il Premio Nobel per la Fisica nel 1961 insieme a Robert Hofstadter, il quale aveva compiuto ricerche sugli scattering di elettroni nei nuclei atomici.
In generale, i raggi gamma vengono emessi durante la transizione da uno stato instabile ad energia maggiore ad uno stato stabile ad energia minore. L'energia del raggio gamma emesso corrisponde all'energia della transizione nucleare, meno una parte di energia persa nel rinculo dell'atomo che lo emette. Se l'energia di rinculo persa è piccola rispetto all'energia della banda spettrale della transizione nucleare, allora l'energia del raggio gamma corrisponde praticamente all'energia della transizione, e il raggio può essere assorbito da un secondo atomo dello stesso tipo del primo. Un'ulteriore energia di rinculo è di nuovo persa durante l'assorbimento; quindi, affinché la risonanza si verifichi, quest'energia dev'essere minore della metà dell'energia della banda spettrale corrispondente alla transizione nucleare.
La quantità di energia persa è descritta dall'equazione:
{\displaystyle E_{R}={\frac {E_{\gamma }^{2}}{2Mc^{2}}}}
dove ER è l'energia persa nel rinculo, Eγ è l'energia del raggio gamma, M la massa del corpo emettitore o assorbitore, c la velocità della luce.
Nei gas i corpi emettitore e assorbitore sono atomi, dunque la massa è sufficientemente piccola di conseguenza l'energia di rinculo è grande e impedisce la risonanza.
La stessa equazione si applica alle energie di rinculo perse nei raggi X, ma l'energia del fotone emesso è molto minore e lo è quindi anche l'energia persa. Ciò spiega perché la risonanza in fase gassosa può essere osservata con i raggi X.
In un solido, i nuclei sono vincolati in un reticolo e l'energia di rinculo è trascurabile poiché la massa M nell'equazione precedente è quella dell'intero solido.
Infatti, in un decadimento, l'energia può essere assorbita (o fornita) da vibrazioni dell'intera struttura del solido. L'energia di queste vibrazioni è quantizzata in unità note come fononi. Dunque in alcuni fenomeni nucleari, il rinculo agisce sull'intero cristallo e la sua energia è trascurabile, perciò i raggi gamma emessi hanno la giusta energia affinché ci sia risonanza.
In genere (a seconda del tempo medio di decadimento), i raggi gamma hanno bande spettrali molto strette. Ciò vuol dire che sono molto sensibili a variazioni nelle energie delle transizioni nucleari.
Questo è alla base della spettroscopia Mössbauer, che sfrutta l'effetto Mössbauer e l'effetto Doppler per studiare tali interazioni.